# Морозов Сергій Павлович
Морозов Сергій Павлович (4 вересня 1885, м. Київ - ?) - полковник Армії УНР.

## Життєпис
Станом на 1 січня 1910 р. - поручник Івангородської фортечної артилерії. Останнє звання у російській армії - штабс-капітан. У 1919 р. - командир батареї 5-го гарматного полку Січових стрільців Дієвої Армії УНР. У грудні 1919 р. був інтернований польською владою у Луцьку. З 1923 р. жив на еміграції у Щепіорно. Подальша доля невідома.

## Вшанування пам'яті
28 травня 2011 року у мікрорайоні Оболонь було відкрито пам’ятник «Старшинам Армії УНР – уродженцям Києва». Пам’ятник являє собою збільшену копію ордена «Хрест Симона Петлюри». Більш ніж двометровий «Хрест Симона Петлюри» встановлений на постаменті, на якому з чотирьох сторін світу закріплені меморіальні дошки з іменами 34 старшин Армії УНР та Української Держави, які були уродженцями Києва (імена яких вдалося встановити історикам). Серед іншого вигравіруване й ім'я Сергія Морозова.